# Lithophyllum amplostratum
Lithophyllum amplostratum W.R. Taylor, 1945 é o nome botânico de uma espécie de algas vermelhas pluricelulares do gênero Lithophyllum, família Corallinaceae.
- São algas marinhas encontradas nas ilhas Galápagos.

## Sinonímia
- Não apresenta sinônimos.